# 服部道子
服部 道子（はっとり みちこ、1968年9月8日 - ）は、愛知県日進市出身の元女子プロゴルファー。身長168cm、体重59kg。血液型B型。

## 経歴
小学校4年の時に祖父の勧めでゴルフを始める。道子の母は1962年度の日本女子アマチュアゴルフ選手権競技の優勝者であった。
愛知淑徳高校1年だった1984年、当時史上最年少の15歳9ヶ月で日本女子アマ優勝（1985年、1988年にも日本女子アマ優勝）。さらに1985年の全米女子アマで当時史上最年少、日本人としては初の優勝。これがきっかけで同年の『第36回NHK紅白歌合戦』（NHK総合・ラジオ第1）に中部地方代表の地方審査員で出演。高校卒業後はアメリカ・テキサス大学オースティン校に留学し、国際経営学を学ぶ。
高校時代の家庭教師は、名古屋大の釈永他、名古屋大が歴代続く。妹も同様。
1991年にテキサス大学を卒業して帰国。道子本人は「プロになるつもりはなくて、帰国後の就職をどうしようかと思っていた」が、母が「（JLPGAの）プロテストに申請したから受けてみなさい」と勧めたために同年の日本女子プロゴルフ協会プロテストを受験し、トップで合格。
1993年、ミズノオープンレディスゴルフトーナメントでツアー初優勝。
1998年には年間5勝を挙げて賞金女王に輝く。同年の『第49回NHK紅白歌合戦』（NHK総合・ラジオ第1）では特別審査員を務めた。特別審査員を2回以上務めたケースはこれまでもあったが地方審査員と特別審査員の両方を務めたのは初めてのケースだった。
2009年6月、大学病院に勤務する3歳年下の医師と結婚。同年11月、1993年から17年連続で獲得してきた賞金シードからの陥落が確定。最後の望みを賭けたファイナルQTも53位と振るわず、2010年はチャレンジツアーからの出直しとなってしまった。
2013年、44歳の高齢出産により長男が誕生した。
現在はツアー大会への出場は少なくなったが、解説者としてメディアへの登場が多くなっている。
2019年6月、2020年東京オリンピックのゴルフ日本代表女子コーチに就任。当初、日本ゴルフ協会は宮里藍に打診したが、経験不足を理由に辞退。小林浩美強化副委員長が中心となって人選を進め、海外経験が豊富で米女子ツアーの解説者を務めるなど世界の女子ゴルフを熟知していることから選ばれた。
2021年、初の著書『好転力』（世界文化社）を出版。ゴルフから学んだ人生哲学を綴る。

## 人物
父は医者。

## 優勝歴
ツアー通算18勝を挙げている。
- 1993年 ミズノオープンレディスゴルフトーナメント
- 1993年 雪印レディース東海クラシック
- 1993年 イトーキクラシック
- 1994年 日本女子オープン
- 1994年 雪印レディース東海クラシック
- 1997年 五洋建設レディースカップトーナメント
- 1997年 ミヤギテレビ杯女子オープンゴルフトーナメント
- 1998年 再春館レディース
- 1998年 那須小川レディスプロゴルフトーナメント
- 1998年 日本女子プロゴルフ選手権大会
- 1998年 樋口久子・紀文クラシック
- 1998年 伊藤園レディスゴルフトーナメント
- 1999年 富士通レディース
- 2001年 サントリーレディスオープンゴルフトーナメント
- 2003年 廣済堂レディスゴルフカップ
- 2003年 日本女子オープン
- 2004年 富士通レディース
- 2005年 スタジオアリス女子オープン

## 著書
- 『好転力』（世界文化社、2021年）ISBN 978-4418212101